# Leaders Cup 2016
Navigation
Disneyland Paris 2015 Disneyland Paris 2017
La quatrième édition de la Leaders Cup de basket-ball (ou Disneyland Paris Leaders Cup LNB pour des raisons de parrainage) se déroule du 19 au 21 février 2016 à la Disney Events Arena de Disneyland Paris à Chessy (Seine-et-Marne).

## Contexte
À l'issue de la phase « Aller » de la saison 2015-2016 du championnat de Pro A, les huit premières équipes sont qualifiées pour la compétition. Celle-ci se joue sur trois jours, à partir des quarts de finale, suivant le format des matches à élimination directe.

## Résumé
Les huit équipes qualifiées sont reversées dans deux chapeaux (un chapeau pour les équipes classées de 1 à 4 et un deuxième chapeau pour les équipes classées de 5 à 8) pour le tirage au sort des rencontres. Ce tirage est effectué par l'humoriste Malik Bentalha le jeudi 21 janvier 2016.

### Équipes qualifiées
Classement des huit premières équipes de Pro A à l'issue de la 17e journée de la saison 2015-2016 :
| Rang | Équipe               | %  | J  | G  | P | Pp   | Pc   | GA  |
| ---- | -------------------- | -- | -- | -- | - | ---- | ---- | --- |
| 1    | Gravelines-Dunkerque | 76 | 17 | 13 | 4 | 1304 | 1124 | 180 |
| 2    | Monaco               | 76 | 17 | 13 | 4 | 1358 | 1262 | 96  |
| 3    | Le Mans              | 71 | 17 | 12 | 5 | 1256 | 1141 | 115 |
| 4    | Lyon-Villeurbanne    | 71 | 17 | 12 | 5 | 1273 | 1209 | 64  |
| 5    | Strasbourg           | 65 | 17 | 11 | 6 | 1324 | 1237 | 87  |
| 6    | Nanterre             | 65 | 17 | 11 | 6 | 1299 | 1215 | 84  |
| 7    | Chalon-sur-Saône     | 59 | 17 | 10 | 7 | 1413 | 1394 | 19  |
| 8    | Dijon                | 53 | 17 | 9  | 8 | 1235 | 1191 | 44  |

### Chapeaux
| Pot 1                                                 | Pot 2                                      |
| ----------------------------------------------------- | ------------------------------------------ |
| Gravelines-Dunkerque Monaco Le Mans Lyon-Villeurbanne | Strasbourg Nanterre Chalon-sur-Saône Dijon |

## Tableau
|  | Quarts de finale     | Quarts de finale     | Quarts de finale     | Quarts de finale  |                   |                   | Demi-finales      | Demi-finales      | Demi-finales      | Demi-finales      |  |  | Finale           | Finale           | Finale           | Finale           |
|  |                      |                      |                      |                   |                   |                   |                   |                   |                   |                   |  |  |                  |                  |                  |                  |
|  | 19 février - 13 h    | 19 février - 13 h    | 19 février - 13 h    | 19 février - 13 h |                   |                   | 20 février - 18 h | 20 février - 18 h | 20 février - 18 h | 20 février - 18 h |  |  | 21 février - 17h | 21 février - 17h | 21 février - 17h | 21 février - 17h |
|  | 19 février - 13 h    | 19 février - 13 h    | 19 février - 13 h    | 19 février - 13 h |                   |                   | 20 février - 18 h | 20 février - 18 h | 20 février - 18 h | 20 février - 18 h |  |  | 21 février - 17h | 21 février - 17h | 21 février - 17h | 21 février - 17h |
|  | 4                    | Lyon-Villeurbanne    | 76                   | 76                |                   |                   | 20 février - 18 h | 20 février - 18 h | 20 février - 18 h | 20 février - 18 h |  |  | 21 février - 17h | 21 février - 17h | 21 février - 17h | 21 février - 17h |
|  | 4                    | Lyon-Villeurbanne    | 76                   | 76                |                   |                   | 20 février - 18 h | 20 février - 18 h | 20 février - 18 h | 20 février - 18 h |  |  | 21 février - 17h | 21 février - 17h | 21 février - 17h | 21 février - 17h |
|  | 8                    | Dijon                | 69                   | 69                |                   |                   | 20 février - 18 h | 20 février - 18 h | 20 février - 18 h | 20 février - 18 h |  |  | 21 février - 17h | 21 février - 17h | 21 février - 17h | 21 février - 17h |
|  | 8                    | Dijon                | 69                   | 69                | Lyon-Villeurbanne | Lyon-Villeurbanne | 70                | 70                |                   |                   |  |  | 21 février - 17h | 21 février - 17h | 21 février - 17h | 21 février - 17h |
|  | 19 février - 15 h 30 |                      |                      |                   | Lyon-Villeurbanne | Lyon-Villeurbanne | 70                | 70                |                   |                   |  |  | 21 février - 17h | 21 février - 17h | 21 février - 17h | 21 février - 17h |
|  |                      |                      | Chalon-sur-Saône     | Chalon-sur-Saône  | 91                | 91                |                   |                   |                   |                   |  |  | 21 février - 17h | 21 février - 17h | 21 février - 17h | 21 février - 17h |
|  | 3                    | Le Mans              | Chalon-sur-Saône     | Chalon-sur-Saône  | 91                | 91                | 79                | 79                |                   |                   |  |  | 21 février - 17h | 21 février - 17h | 21 février - 17h | 21 février - 17h |
|  | 3                    | Le Mans              | 20 février - 20 h 30 |                   |                   |                   | 79                | 79                |                   |                   |  |  | 21 février - 17h | 21 février - 17h | 21 février - 17h | 21 février - 17h |
|  | 7                    | Chalon-sur-Saône     | 87                   | 87                |                   |                   |                   |                   |                   |                   |  |  | 21 février - 17h | 21 février - 17h | 21 février - 17h | 21 février - 17h |
|  | 7                    | Chalon-sur-Saône     | 87                   | 87                | Chalon-sur-Saône  | Chalon-sur-Saône  | 74                | 74                |                   |                   |  |  |                  |                  |                  |                  |
|  | 19 février - 18 h    |                      |                      |                   | Chalon-sur-Saône  | Chalon-sur-Saône  | 74                | 74                |                   |                   |  |  |                  |                  |                  |                  |
|  |                      |                      | Monaco               | Monaco            | 99                | 99                |                   |                   |                   |                   |  |  |                  |                  |                  |                  |
|  | 2                    | Monaco               | Monaco               | Monaco            | 99                | 99                | 70                | 70                |                   |                   |  |  |                  |                  |                  |                  |
|  | 2                    | Monaco               |                      |                   |                   |                   |                   |                   |                   |                   |  |  |                  |                  |                  |                  |
|  | 6                    | Nanterre             | 68                   | 68                |                   |                   |                   |                   |                   |                   |  |  |                  |                  |                  |                  |
|  | 6                    | Nanterre             | 68                   | 68                | Monaco            | Monaco            | 82                | 82                |                   |                   |  |  |                  |                  |                  |                  |
|  | 19 février - 20 h 30 |                      |                      |                   | Monaco            | Monaco            | 82                | 82                |                   |                   |  |  |                  |                  |                  |                  |
|  |                      |                      | Strasbourg           | Strasbourg        | 65                | 65                |                   |                   |                   |                   |  |  |                  |                  |                  |                  |
|  | 1                    | Gravelines-Dunkerque | Strasbourg           | Strasbourg        | 65                | 65                | 73                | 73                |                   |                   |  |  |                  |                  |                  |                  |
|  | 1                    | Gravelines-Dunkerque |                      |                   |                   |                   |                   | 73                |                   |                   |  |  |                  |                  |                  |                  |
|  | 5                    | Strasbourg           | 83                   | 83                |                   |                   |                   |                   |                   |                   |  |  |                  |                  |                  |                  |
|  | 5                    | Strasbourg           | 83                   | 83                |                   |                   |                   |                   |                   |                   |  |  |                  |                  |                  |                  |
|  |                      |                      |                      |                   |                   |                   |                   |                   |                   |                   |  |  |                  |                  |                  |                  |

## Rencontres

### Quarts de finale
| 19 février 2016 13 h 00 CET | Statistiques | Lyon-Villeurbanne                                                                | 76-69                               | Dijon                                                           |  | Disneyland Events Arena, Chessy (Disneyland Paris) Arbitres : Viator Collin Vansteene | Ma Chaîne Sport |
| 19 février 2016 13 h 00 CET | Statistiques | Score par quart-temps : 22-17, 12-20, 25-14, 17-18                               |                                     |                                                                 |  | Disneyland Events Arena, Chessy (Disneyland Paris) Arbitres : Viator Collin Vansteene | Ma Chaîne Sport |
| 19 février 2016 13 h 00 CET | Statistiques | Score par mi-temps : 34-37, 42-32                                                |                                     |                                                                 |  | Disneyland Events Arena, Chessy (Disneyland Paris) Arbitres : Viator Collin Vansteene | Ma Chaîne Sport |
| 19 février 2016 13 h 00 CET | Statistiques | Trenton Meacham 19 Livio Jean-Charles 11 Livio Jean-Charles 4 Trenton Meacham 23 | Points Rebonds Passes d. Évaluation | C. J. Williams 15 Tyler Cain 6 David Holston 6 Cain, Holston 17 |  | Disneyland Events Arena, Chessy (Disneyland Paris) Arbitres : Viator Collin Vansteene | Ma Chaîne Sport |

| 19 février 2016 15 h 30 CET | Statistiques | Le Mans                                                            | 79-87                               | Chalon-sur-Saône                                                   |  | Disneyland Events Arena, Chessy (Disneyland Paris) Arbitres : Chambon Bardera Mortz | Ma Chaîne Sport |
| 19 février 2016 15 h 30 CET | Statistiques | Score par quart-temps : 18-17, 20-15, 27-33, 14-22                 |                                     |                                                                    |  | Disneyland Events Arena, Chessy (Disneyland Paris) Arbitres : Chambon Bardera Mortz | Ma Chaîne Sport |
| 19 février 2016 15 h 30 CET | Statistiques | Score par mi-temps : 38-32, 41-55                                  |                                     |                                                                    |  | Disneyland Events Arena, Chessy (Disneyland Paris) Arbitres : Chambon Bardera Mortz | Ma Chaîne Sport |
| 19 février 2016 15 h 30 CET | Statistiques | Tywain McKee 19 Mouphtaou Yarou 9 Lofton, Amagou 4 Tywain McKee 24 | Points Rebonds Passes d. Évaluation | Jeremy Hazell 20 Devin Booker 10 John Roberson 10 John Roberson 20 |  | Disneyland Events Arena, Chessy (Disneyland Paris) Arbitres : Chambon Bardera Mortz | Ma Chaîne Sport |

| 19 février 2016 18 h 00 CET | Statistiques | Monaco                                                      | 70-68                               | Nanterre                                                                          |  | Disneyland Events Arena, Chessy (Disneyland Paris) Arbitres : Maestre Difallah Hamzaoui | Ma Chaîne Sport |
| 19 février 2016 18 h 00 CET | Statistiques | Score par quart-temps : 22-12, 18-20, 17-22, 13-14          |                                     |                                                                                   |  | Disneyland Events Arena, Chessy (Disneyland Paris) Arbitres : Maestre Difallah Hamzaoui | Ma Chaîne Sport |
| 19 février 2016 18 h 00 CET | Statistiques | Score par mi-temps : 40-32, 30-36                           |                                     |                                                                                   |  | Disneyland Events Arena, Chessy (Disneyland Paris) Arbitres : Maestre Difallah Hamzaoui | Ma Chaîne Sport |
| 19 février 2016 18 h 00 CET | Statistiques | D.J. Cooper 13 Jonathan Aka 8 Jamal Shuler 7 D.J. Cooper 20 | Points Rebonds Passes d. Évaluation | Mouhammadou Jaiteh 19 Mouhammadou Jaiteh 9 T. J. Campbell 6 Mouhammadou Jaiteh 18 |  | Disneyland Events Arena, Chessy (Disneyland Paris) Arbitres : Maestre Difallah Hamzaoui | Ma Chaîne Sport |

| 19 février 2016 20 h 30 CET | Statistiques | Gravelines-Dunkerque                                         | 73-83                               | Strasbourg                                                           |  | Disneyland Events Arena, Chessy (Disneyland Paris) Arbitres : Bissang Rosso Kerisit | Ma Chaîne Sport |
| 19 février 2016 20 h 30 CET | Statistiques | Score par quart-temps : 12-19, 15-22, 24-21, 22-21           |                                     |                                                                      |  | Disneyland Events Arena, Chessy (Disneyland Paris) Arbitres : Bissang Rosso Kerisit | Ma Chaîne Sport |
| 19 février 2016 20 h 30 CET | Statistiques | Score par mi-temps : 27-41, 46-42                            |                                     |                                                                      |  | Disneyland Events Arena, Chessy (Disneyland Paris) Arbitres : Bissang Rosso Kerisit | Ma Chaîne Sport |
| 19 février 2016 20 h 30 CET | Statistiques | Steven Gray 21 Marcus Dove 7 Dove, Albicy 4 Andrew Albicy 21 | Points Rebonds Passes d. Évaluation | Rodrigue Beaubois 22 Matt Howard 12 Lacombe, Howard 5 Matt Howard 24 |  | Disneyland Events Arena, Chessy (Disneyland Paris) Arbitres : Bissang Rosso Kerisit | Ma Chaîne Sport |

### Demi-finales
| 20 février 2016 18 h 00 CET | Statistiques | Lyon-Villeurbanne                                                             | 70-91                               | Chalon-sur-Saône                                                     |  | Disneyland Events Arena, Chessy (Disneyland Paris) Arbitres : Bissang Collin Mortz | Ma Chaîne Sport |
| 20 février 2016 18 h 00 CET | Statistiques | Score par quart-temps : 24-26, 14-20, 15-24, 17-21                            |                                     |                                                                      |  | Disneyland Events Arena, Chessy (Disneyland Paris) Arbitres : Bissang Collin Mortz | Ma Chaîne Sport |
| 20 février 2016 18 h 00 CET | Statistiques | Score par mi-temps : 38-46, 32-45                                             |                                     |                                                                      |  | Disneyland Events Arena, Chessy (Disneyland Paris) Arbitres : Bissang Collin Mortz | Ma Chaîne Sport |
| 20 février 2016 18 h 00 CET | Statistiques | Darryl Watkins 16 Livio Jean-Charles 6 Livio Jean-Charles 4 Darryl Watkins 18 | Points Rebonds Passes d. Évaluation | John Roberson 16 Mathias Lessort 14 John Roberson 6 John Roberson 23 |  | Disneyland Events Arena, Chessy (Disneyland Paris) Arbitres : Bissang Collin Mortz | Ma Chaîne Sport |

| 20 février 2016 20 h 30 CET | Statistiques | Monaco                                                             | 82-65                               | Strasbourg                                                                  |  | Disneyland Events Arena, Chessy (Disneyland Paris) Arbitres : Viator Chambon Bardera | Ma Chaîne Sport |
| 20 février 2016 20 h 30 CET | Statistiques | Score par quart-temps : 20-19, 28-14, 14-21, 20-11                 |                                     |                                                                             |  | Disneyland Events Arena, Chessy (Disneyland Paris) Arbitres : Viator Chambon Bardera | Ma Chaîne Sport |
| 20 février 2016 20 h 30 CET | Statistiques | Score par mi-temps : 48-33, 34-32                                  |                                     |                                                                             |  | Disneyland Events Arena, Chessy (Disneyland Paris) Arbitres : Viator Chambon Bardera | Ma Chaîne Sport |
| 20 février 2016 20 h 30 CET | Statistiques | Billy Yakuba Ouattara 18 Cooper, Sy 9 D.J. Cooper 9 D.J. Cooper 21 | Points Rebonds Passes d. Évaluation | Rodrigue Beaubois 16 Louis Campbell 6 Louis Campbell 4 Rodrigue Beaubois 18 |  | Disneyland Events Arena, Chessy (Disneyland Paris) Arbitres : Viator Chambon Bardera | Ma Chaîne Sport |

### Finale
| 21 février 2016 17 h 00 CET | Statistiques | Chalon-sur-Saône                                                 | 74-99                               | Monaco                                                         |  | Disneyland Events Arena, Chessy (Disneyland Paris) Arbitres : Viator Bissang Mortz | Ma Chaîne Sport, L'Équipe 21 |
| 21 février 2016 17 h 00 CET | Statistiques | Score par quart-temps : 29-21, 23-27, 15-28, 7-23                |                                     |                                                                |  | Disneyland Events Arena, Chessy (Disneyland Paris) Arbitres : Viator Bissang Mortz | Ma Chaîne Sport, L'Équipe 21 |
| 21 février 2016 17 h 00 CET | Statistiques | Score par mi-temps : 52-48, 22-51                                |                                     |                                                                |  | Disneyland Events Arena, Chessy (Disneyland Paris) Arbitres : Viator Bissang Mortz | Ma Chaîne Sport, L'Équipe 21 |
| 21 février 2016 17 h 00 CET | Statistiques | John Roberson 19 Devin Booker 7 John Roberson 7 John Roberson 17 | Points Rebonds Passes d. Évaluation | Jamal Shuler 31 Shuler, Hladyr 6 D.J. Cooper 9 Jamal Shuler 33 |  | Disneyland Events Arena, Chessy (Disneyland Paris) Arbitres : Viator Bissang Mortz | Ma Chaîne Sport, L'Équipe 21 |

## Récompenses

### MVP de la compétition
La LNB a décerné un titre de MVP au meilleur joueur de chaque match de la compétition : 
| Journée          | Joueur                | Équipe            | Évaluation | Points | Rebonds | Passes décisives |
| ---------------- | --------------------- | ----------------- | ---------- | ------ | ------- | ---------------- |
| Quarts de finale | Trenton Meacham       | Lyon-Villeurbanne | 23         | 19     | 3       | 3                |
| Quarts de finale | John Roberson         | Chalon-sur-Saône  | 20         | 13     | 2       | 10               |
| Quarts de finale | D.J. Cooper           | Monaco            | 20         | 13     | 6       | 4                |
| Quarts de finale | Rodrigue Beaubois     | Strasbourg        | 23         | 22     | 1       | 2                |
| Demi-finales     | John Roberson         | Chalon-sur-Saône  | 23         | 16     | 2       | 6                |
| Demi-finales     | Billy Yakuba Ouattara | Monaco            | 20         | 18     | 3       | 3                |
| Finale           | Jamal Shuler          | Monaco            | 33         | 31     | 6       | 3                |

Jamal Shuler est élu MVP de la Leaders Cup 2016.

## Leaders Cup Pro B

### Finale
Pour sa deuxième édition, la Leaders Cup Pro B a opposé en finale Bourg et Boulazac.
| 21 février 2016 14 h 30 CET | Statistiques | Bourg-en-Bresse                                                        | 81-69                               | Boulazac                                                                |  | Disneyland Events Arena, Chessy (Disneyland Paris) Arbitres : Chambon Collin Rosso | Ma Chaîne Sport |
| 21 février 2016 14 h 30 CET | Statistiques | Score par quart-temps : 14-20, 24-18, 22-15, 21-16                     |                                     |                                                                         |  | Disneyland Events Arena, Chessy (Disneyland Paris) Arbitres : Chambon Collin Rosso | Ma Chaîne Sport |
| 21 février 2016 14 h 30 CET | Statistiques | Score par mi-temps : 38-38, 43-31                                      |                                     |                                                                         |  | Disneyland Events Arena, Chessy (Disneyland Paris) Arbitres : Chambon Collin Rosso | Ma Chaîne Sport |
| 21 février 2016 14 h 30 CET | Statistiques | Philippe Braud 14 Brian Asbury 7 Ronell Taylor 5 Christophe Léonard 16 | Points Rebonds Passes d. Évaluation | Hassell, Jackson 16 Hassell, Corre 7 Vaughn, Jackson 4 Frank Hassell 17 |  | Disneyland Events Arena, Chessy (Disneyland Paris) Arbitres : Chambon Collin Rosso | Ma Chaîne Sport |

### MVP
La LNB a décerné un titre de MVP au meilleur joueur de la finale : 
| Journée | Joueur             | Équipe          | Évaluation | Points | Rebonds | Passes décisives |
| ------- | ------------------ | --------------- | ---------- | ------ | ------- | ---------------- |
| Finale  | Christophe Léonard | Bourg-en-Bresse | 16         | 13     | 6       | 2                |